# Mníšek nad Hnilcom
Mníšek nad Hnilcom (Hongaars:Szepesremete) is een Slowaakse gemeente in de regio Košice, en maakt deel uit van het district Gelnica.
Mníšek nad Hnilcom telt 1711 inwoners.
Gelnica · Helcmanovce · Henclová · Hrišovce · Jaklovce · Kluknava · Kojšov · Margecany · Mníšek nad Hnilcom · Nálepkovo · Prakovce · Richnava · Smolnícka Huta · Smolník · Stará Voda · Švedlár · Úhorná · Veľký Folkmar · Závadka · Žakarovce